# Santa Rosa de Lima (Santa Catarina)
Santa Rosa de Lima es un municipio brasileño del estado de Santa Catarina. Tiene una población estimada al 2021 de 2151 habitantes.

## Historia
Ubicada en las laderas de la Sierra Geral entre las reservas Parque nacional de San Joaquín y Parque estadual de Serra do Tabuleiro, el pequeño municipio fue fundado por inmigrantes alemanes y azorianos a principios del siglo XX. Fue emancipado como municipio el 10 de mayo de 1962.

## Economía
La economía de Santa Rosa de Lima se basa en la agricultura y la ganadería, practicadas en pequeñas propiedades, donde predomina el modelo de producción familiar.
En la agricultura destaca el cultivo de hortalizas, legumbres y tabaco. En ganadería, la cría de ganado vacuno de leche y de carne y la producción de leche.
El municipio también cuenta con pequeñas industrias, principalmente en el sector maderero y lácteo. Los sectores de comercio y servicios son desarrollados esencialmente por empresarios locales.